# Pachycondyla depilis
Pachycondyla depilis är en myrart som först beskrevs av Carlo Emery 1902.  Pachycondyla depilis ingår i släktet Pachycondyla och familjen myror. Inga underarter finns listade i Catalogue of Life.